# Detlef Heikamp
Detlef Heikamp (* 10. November 1927 in Bremen) ist ein deutscher Kunsthistoriker und Experte der italienischen Renaissance und des Manierismus, darunter insbesondere der Skulptur und des Kunstgewerbes. Er war bis zu seiner Emeritierung Professor an der Technischen Universität Berlin und lebt seitdem in Florenz.

## Leben
Detlef Heikamp studierte Kunstgeschichte, Archäologie und Deutsche Literatur in Kiel, München, Florenz, Hamburg und Köln. 1956 wurde er bei Hans Kauffmann über Alessandro Allori promoviert. Zwischen 1956 und 1959 forschte er mit einem Stipendium der DFG in Florenz, anschließend nahm er ein Volontariat im Germanischen Nationalmuseum auf. Ab 1960 fungierte er an der Harvard University als insctructor, anschließend (bis 1964) als Assistant professor. Nach einem einjährigen Stipendium an der Villa I Tatti wurde er 1967 Privatdozent an der Julius-Maximilians-Universität in Würzburg, um 1969 an die TU Berlin berufen zu werden, an der er 1990 emeritiert wurde.
Zu den zahlreichen internationalen Auszeichnungen Heikamps zählt ein Stipendium der Andrew W. Mellon Foundation (Winter 1976/1977), die Ernennung zum Socio der Accademia del Disegno in Florenz (1978), eine Einladung als Museum Scholar am Getty Research Institute in Los Angeles (2007) und der Premio Internazionale „Prof. Luigi Tartufari“ der Accademia Nazionale dei Lincei in Rom (2013). Detlef Heikamp ist darüber hinaus assoziiertes Mitglied des Kunsthistorischen Instituts in Florenz.

## Schriften (in Auswahl)
- Federico Zuccari, Scritti d’arte. Hrsg. von Detlef Heikamp. Olschki, Florenz 1961.
- Benvenuto Cellini. Fabbri, Mailand 1966.
- Bartolomeo Ammannati’s marble fountain for the Sala Grande of the Palazzo Vecchio in Florenz. Washington, D.C. 1978.
- Schlösser, Gärten, Berlin. Festschrift für Martin Sperlich zum 60. Geburtstag 1979. Hrsg. von Detlef Heikamp. Wasmuth, Tübingen 1980.
- Magnificenza alla corte dei Medici. Arte a Firenze alla fine del Cinquecento. Ausst.-Kat. Florenz, Palazzo Pitti, hrsg. von Detlef Heikamp. Electa, Mailand 1997.
- Baccio Bandinelli scultore e maestro (1493–1560). Ausst.-Kat. Florenz, Museo Nazionale del Bargello, hrsg. von Detlef Heikamp. Giunti, Florenz 2014.

| Personendaten    | Personendaten             |
| ---------------- | ------------------------- |
| NAME             | Heikamp, Detlef           |
| KURZBESCHREIBUNG | deutscher Kunsthistoriker |
| GEBURTSDATUM     | 10. November 1927         |
| GEBURTSORT       | Bremen                    |